# Taastrup

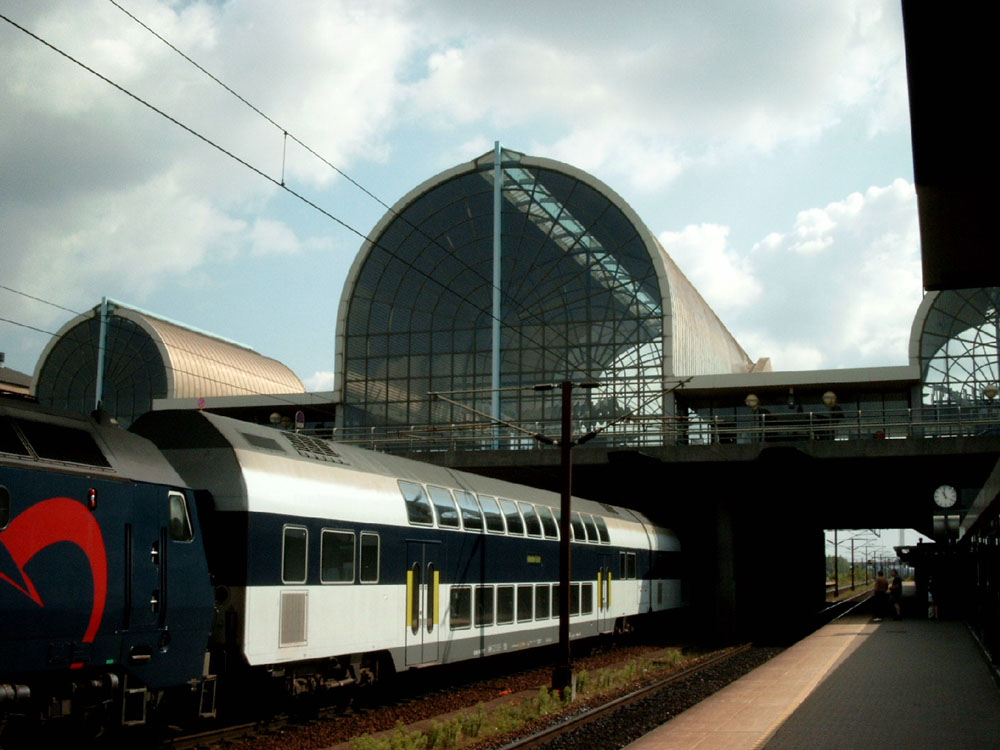
Dworzec w Taastrup

Taastrup – miasto w Danii, siedziba gminy Høje-Taastrup. 
Miasto ma około 31 068 mieszkańców.